# Via de' Corsi
Via de' Corsi è una via del centro storico di Firenze, situata tra l'incrocio di via dei Pescioni con via del Campidoglio e quello di piazza degli Antinori con via de' Tornabuoni.

## Storia

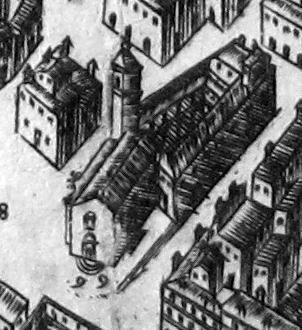
San Michele Beteldi e via dei Corsi (a destra) nella pianta del Buonsignori (1584)

La denominazione è in riferimento alla famiglia Corsi, che possedette sia il vasto palazzo Tornabuoni che fa angolo con questa via, sia il palazzo Sertini, che prospetta sulla strada. 
Nel tempo sono attestate anche le denominazioni di via della Porta (forse per la presenza di un ingresso secondario alla chiesa di San Gaetano), via de' Salicciuoli (di incerta motivazione, forse legata all'albero del salice), via Bertelda o Bertella (da una storpiatura del nome della famiglia Berteldi che dette nome anche a San Michele Bertelde) e via Palda (di incerta motivazione).

## Descrizione
La strada è, nell'ambito della viabilità del centro storico, assolutamente secondaria e si presenta decisamente mortificata dal suo essere utilizzata come area di sosta e parcheggio di motorini.

### Edifici
| Immagine | N°   | Nome                             | Descrizione |
| -------- | ---- | -------------------------------- | --- |
|          | 1    | Palazzo Sertini                  | Il palazzo è di origine tre/quattrocentesca, quando appartenne alla famiglia Sertini. La ricostruzione, a determinare le forme ancora sostanzialmente odierne, è databile a dopo il 1490 e ricorda la maniera di Baccio d'Agnolo. Al XVI secolo risale la decorazione a graffiti di una parte del paramento esterno ad opera di Andrea Feltrini. Con la scomparsa della famiglia nel XVII secolo, le loro proprietà passarono ai De Nobili, per poi pervenuire agli Incontri, ai Corsi, agli Arcovati e ai Visconti. Notevole fu il rischio di abbattimento completo durante l'epoca del Risanamento di Firenze, quando venne lambito dal "piccone demolitore" che aprì via dei Pescioni. Il portale su via dei Corsi è architravato e incorniciato dalla pietra, con due gradini. Al primo piano sono alcuni semplici ferri portabandiera. Al centro della facciata, sopra le finestre del primo piano, è uno scudo con cornice in pietra che reca l'arme della famiglia Sertini (alla croce di Sant'Andrea d'oro, accantonata da quattro stelle a otto punte, con il capo cucito d'Angiò). |
|          | s.n. | Chiesa e convento di San Gateano | Si trova qui la porta laterale di San Gaetano e una parete del convento dei Teatini, in parte riconfigurata durante i lavori di fine Ottocento per l'allungamento della via, vando si venne a costituire una nuova cantonata con via dei Pescioni, nobilitata dalla base del campanile seicentesco della chiesa, opera di Bernardo Buontalenti del 1604-1618, e da due portali: su via dei Corsi uno antico con timpano triangolare, iscrizione «CLERICORVM REGOLARIVM» e lo stemma teatino; su via dei Pescioni uno più anonimo, ma che dà a un piccolo andito con resti antichi. Qui si trova anche in tabernacolo di Giovanni Battista Naldini. |
|          | 5    | Palazzo Corsi Tornabuoni         | Il palazzo sorse per volontà di Giovanni Battista Tornabuoni, tra il 1466 e il 1469, presumibilmente su progetto di Michelozzo, come riferito da Giorgio Vasari. Attorno al 1540 questa casa fu acquistata da Lorenzo Ridolfi che, con la supervisione del Tribolo, provvide a realizzare nel cortile una loggia al piano terreno e al primo piano, ampliando inoltre la proprietà con l'acquisto di altri immobili adiacenti. Nel 1571, quando il palazzo fu ceduto al cardinale Marco Sittico Altemps, presentava, vista l'estensione raggiunta, accessi anche da via de' Corsi e via dei Pescioni. Dopo solo tre anni la residenza passò all'arcivescovo Alessandro de' Medici, futuro cardinale e quindi papa, che probabilmente la utilizzò anche come sede di rappresentanza, visto il persistere dell'inagibilità della sede vescovile colpita da un incendio nel 1533. Per via ereditaria, nel 1607, i Corsi presero possesso del palazzo, ampliandolo ulteriormente su progetto di Gherardo Silvani, e facendo ricostruire in pietra la loggia su via de' Tornabuoni, su progetto di Lodovico Cardi detto il Cigoli (1608). Nel 1864 il Comune, nell'ambito degli interventi di rettificazione di alcune strade cittadine, intervenne sia su via de' Tornabuoni sia su via degli Strozzi, espropriando e abbattendo una parte del palazzo, facendone arretrare le facciate e spostando la loggetta su via de' Corsi. Qui si trova anche una lapide che celebra la nascita della Camerata de' Bardi. |

### Lapidi
Su palazzo Corsi Tornabuoni, accantoa alla loggetta, una lapide ricorda Jacopo Corsi e la nascita del Melodramma:
| JACOPO CORSI PATRIZIO FIORENTINO NELLE SUE VICINE CASE GIÀ TEMPO DEMOLITE ACCOLSE NELLA SECONDA METÀ DEL SECOLO XVI IL FIORE DEI LETTERATI MUSICISTI E POETI FU DELLE LORO DISCIPLINE DOTTO CULTORE E FAVOREGGIATORE GENEROSO E IVI FECE RAPPRESENTARE NEL MDLXXXXIV CON MUSICA SUA E DI JACOPO PERI LA DAFNE DRAMMA DI OTTAVIO RINUCCINI PRIMO FRUTTO DE' SAPIENTI STUDI DELLA CAMERATA DEL CONTE BARDI E PRIMA OPERA DEL RINNOVATO MELODRAMMA |

### Tabernacoli

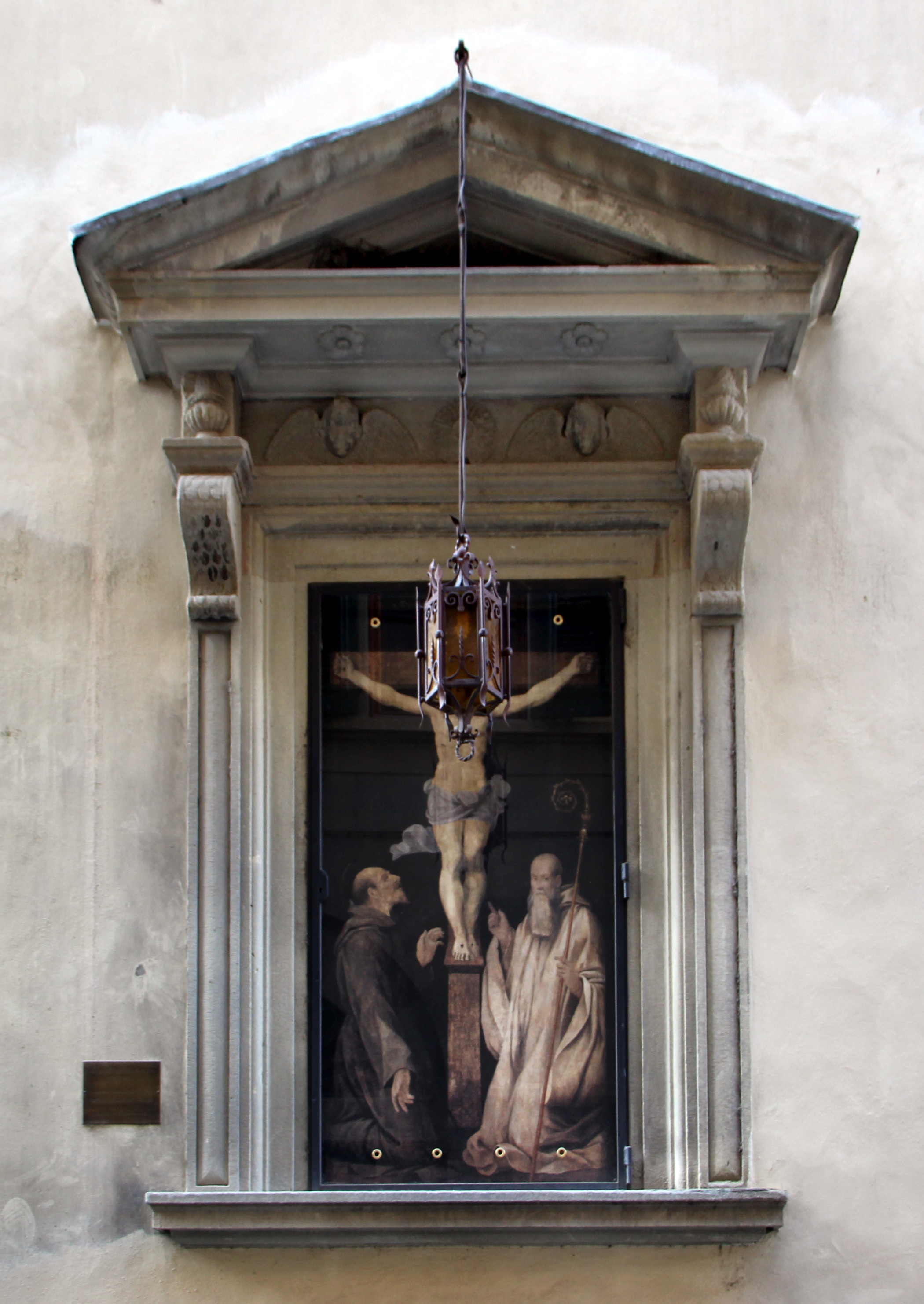
Il tabernacolo

Sulla parete del convento di San Gateano si trova un grande tabernacolo con un'edicola rettangolare coronata da un timpano triangolare su mensole, e un fregio un cristogramma tra due cherubini, lampade di fuoco sacro sui plinti e rosette sotto l'architrave. Contiene una riproduzione fotografica della Crocifissione tra i santi Francesco e Romualdo attribuito a Giovanni Battista Naldini o a Baccio Tosini, figlio di Michele, oggi ricoverata per ragioni conservative nella cappella Antinori in San Gaetano.
Il tabernacolo proviene in origine da un'altra zona della città, le case dei Martelli alla forca tra via de' Conti e via Ferdinando Zannetti, che vennero demolite verso il 1912 per creare il palazzo Bobrinskij. Una foto di Mario Nunes Vais del 1906 testimonia l'aspetto originario di questo angolo cittadino. Venne qui rimontato nel 1923. Il tabernacolo ha un suo gemello in via Porta Rossa 77r-79r.

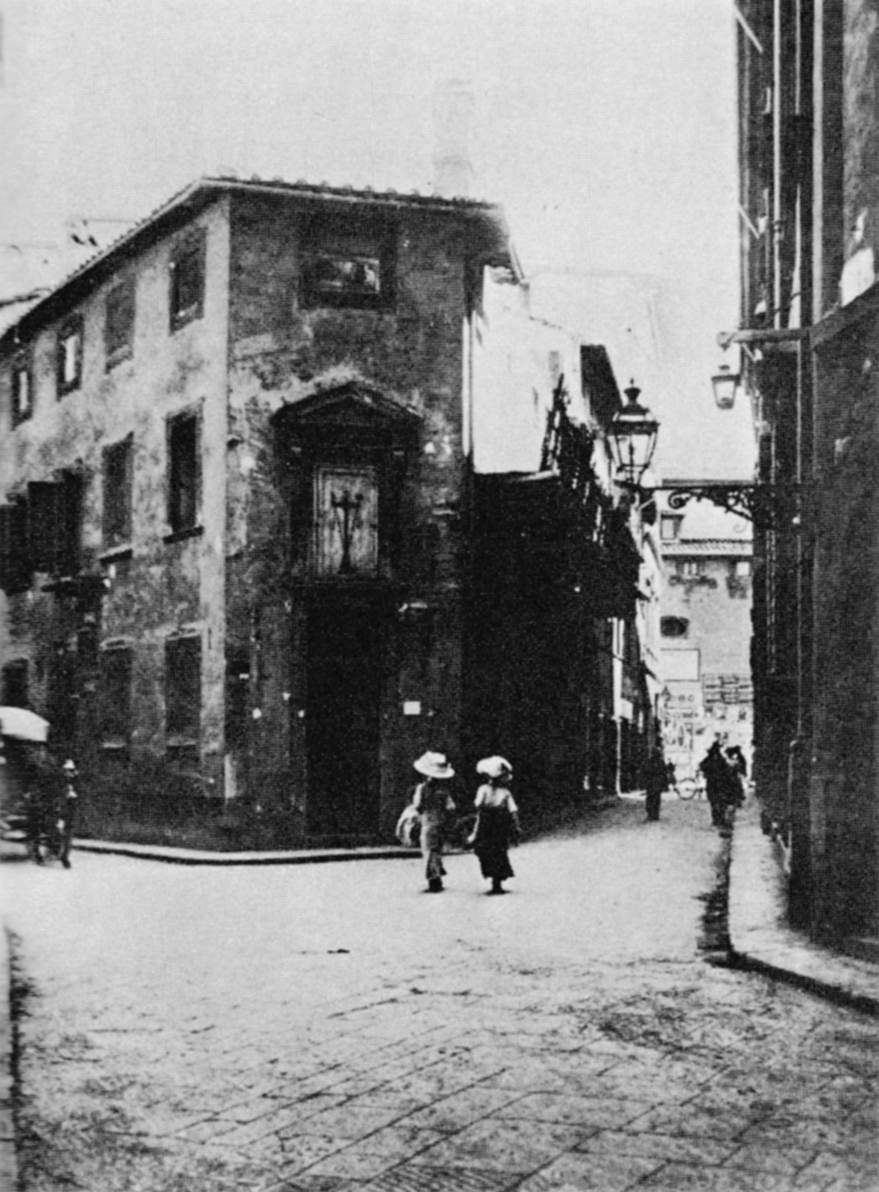
Mario Nunes Vais, Via della Forca, 1906
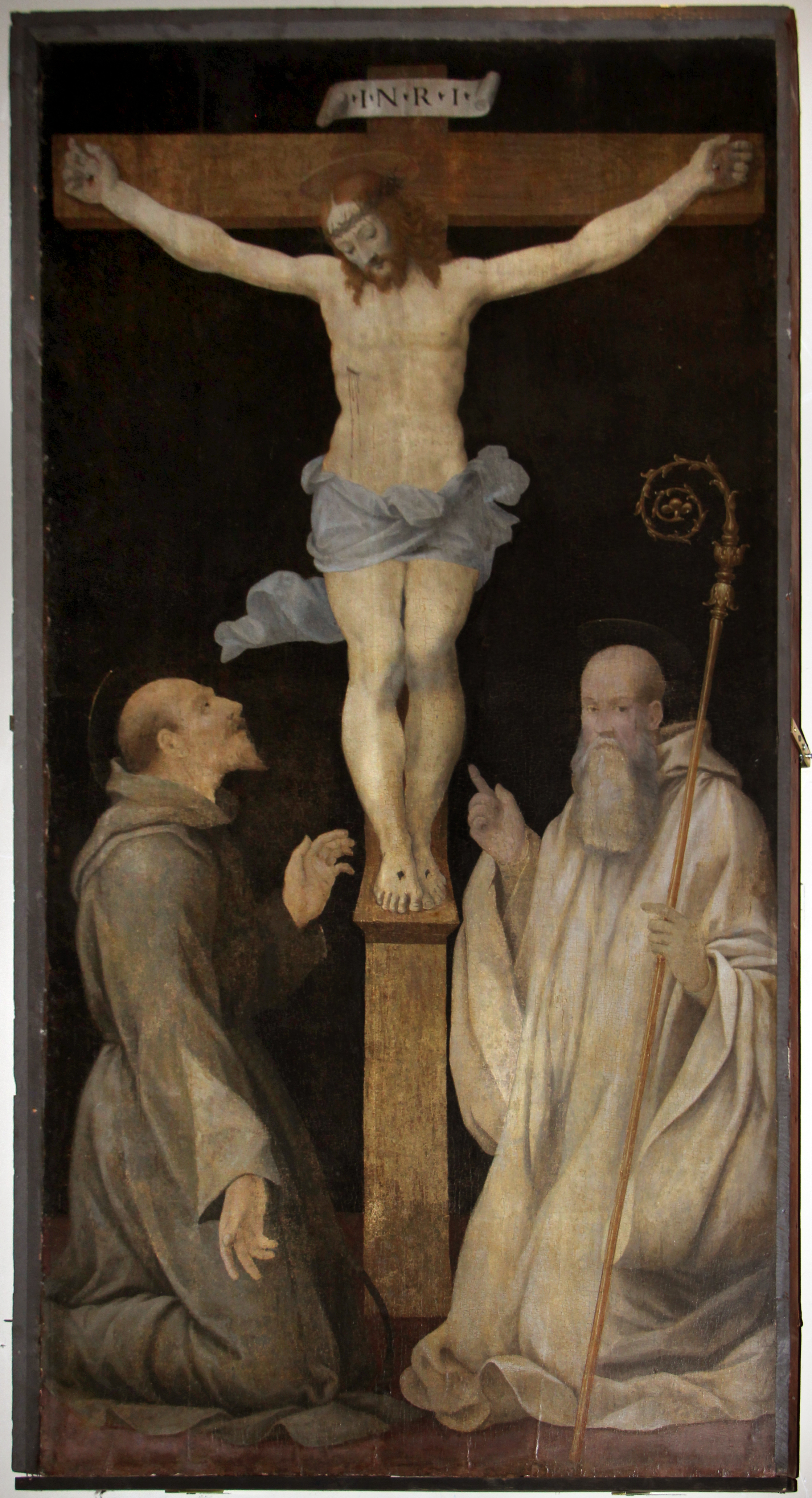
Il dipinto originale nella cappella Antinori di San Gaetano